# Marksville (Louisiana)
Marksville ist eine Kleinstadt (mit dem Status „City“) und Verwaltungssitz des Avoyelles Parish im US-amerikanischen Bundesstaat Louisiana. Das U.S. Census Bureau hat bei der Volkszählung 2020 eine Einwohnerzahl von 5.065 ermittelt.

## Geografie
Marksville liegt im Zentrum Louisianas, wenige Kilometer südlich des Red River. Die geografischen Koordinaten von Marksville sind 31°07′36″ nördlicher Breite und 92°03′58″ westlicher Länge. Das Stadtgebiet erstreckt sich über eine Fläche von 10,6 km².
Benachbarte Orte von Marksville sind Bordelonville (27,7 km östlich), Moreauville (16 km südöstlich), Mansura (8,9 km südlich) und Hessmer (9,8 km südwestlich).
Die nächstgelegenen größeren Städte sind Mississippis Hauptstadt Jackson (294 km nordöstlich), Louisianas Hauptstadt Baton Rouge (144 km südöstlich), Louisianas größte Stadt New Orleans (263 km in der gleichen Richtung), Lafayette (120 km südlich) und Shreveport (249 km nordwestlich).

## Verkehr
In Marksville treffen die Louisiana Highways 1, 107, 115 und 452 zusammen. Alle weiteren Straßen sind untergeordnete Landstraßen, teils unbefestigte Fahrwege sowie innerörtliche Verbindungsstraßen.
Mit dem Marksville Municipal Airport befindet sich an der südlichen Stadtgrenze ein kleiner Flugplatz. Die nächsten Großflughäfen sind der Louis Armstrong New Orleans International Airport (249 km südöstlich) und der Jackson-Evers International Airport (307 km nordöstlich).

## Bevölkerung
Nach der Volkszählung im Jahr 2010 lebten in Marksville 5702 Menschen in 2067 Haushalten. Die Bevölkerungsdichte betrug 537,9 Einwohner pro Quadratkilometer. In den 2067 Haushalten lebten statistisch je 2,5 Personen.
Ethnisch betrachtet setzte sich die Bevölkerung zusammen aus 50,5 Prozent Weißen, 42,9 Prozent Afroamerikanern, 1,9 Prozent amerikanischen Ureinwohnern, 0,8 Prozent Asiaten sowie 0,4 Prozent aus anderen ethnischen Gruppen; 3,5 Prozent stammten von zwei oder mehr Ethnien ab. Unabhängig von der ethnischen Zugehörigkeit waren 1,9 Prozent der Bevölkerung spanischer oder lateinamerikanischer Abstammung.
25,7 Prozent der Bevölkerung waren unter 18 Jahre alt, 60,5 Prozent waren zwischen 18 und 64 und 13,8 Prozent waren 65 Jahre oder älter. 50,3 Prozent der Bevölkerung waren weiblich.

Das mittlere jährliche Einkommen eines Haushalts lag bei 26.071 USD. Das Pro-Kopf-Einkommen betrug 15.899 USD. 34,2 Prozent der Einwohner lebten unterhalb der Armutsgrenze.

## Bekannte Bewohner
- Alfred Briggs Irion (1833–1903), von 1885 bis 1889 demokratischer Abgeordneter des US-Repräsentantenhauses[5] – lebte und wirkte mehrere Jahre in Marksville
- John H. Overton (1875–1948), demokratischer Abgeordneter in beiden Häusern des US-Kongresses[6] – geboren in Marksville
- Edwin Edwards (1927–2021), von 1972 bis 1996 Gouverneur von Louisiana – geboren in Marksville
- Elaine S. Edwards (1929–2018) – 1972 für kurze Zeit US-Senatorin[7] – geboren in Marksville
- Little Walter (1930–1968), Bluesmusiker – geboren in Marksville